# Петеріс Мартінсон
Петеріс Мартінсон (латис. Pēteris Martinsons; 28 січня 1931, Даугавпілс — 2 серпня 2013, Рига) — латвійський кераміст, ілюстратор і викладач мистецтва. Створював посуд та інші предмети з різних матеріалів, ілюстрував книжки. Член Міжнародної академії кераміки. Брав участь у фільмах «Хлопчина» (1977), «Темні олені» (2006).

## Життєпис
Народився у 1931 році в Даугавпілсі в родині продавця магазину Петера Мартінсона та його дружини Александри, уродженої Піпе, де було троє дітей. У 1938 році почав навчання у 2-й Даугавпілській міській початковій школі. Під час Другої світової війни, після наступу Червоної армії на Даугавпілс влітку 1944 року, сім'я переїхала до Мазсалаци, а пізніше до Алуксне, де у 1950 році він закінчив Алуксненську середню школу.
Навчався на архітектурному відділенні інженерно-будівельного факультету Латвійського університету (1951—1957). Працював інженером-технологом у науково-дослідній лабораторії (1957—1958) та архітектором у проєктному інституті «Латгіпрогорстрой» (1958—1962), а у вільний час захоплювався альпінізмом. У 1961 році став членом Спілки архітекторів Латвії.
У 1962 році почав працювати педагогом у Ризькій середній школі вжиткових мистецтв (1962—1971), у 1964 році організував власну виставку кераміки, а в 1965 році почав працювати в експериментальній керамічній майстерні Латвійського художнього фонду в Кіпсалі. Брав участь у виставках і здобув нагороди на кількох міжнародних виставках. У 1968 році став членом Спілки художників Латвії і працював на кафедрах декоративно-вжиткового мистецтва та промислового мистецтва Латвійської академії мистецтв (1968—2001). У середині 1980-х років працював на Львівській експериментальній кераміко-скульптурній фабриці (співпрацював з Ігорем Ковалевичем). Твори П. Мартінсона експонувалися на багатьох міжнародних виставках кераміки в Латвії, Литві, Естонії, Італії, Франції, Польщі, Німеччині та США. Персональні виставки його робіт відбулися в Латвії, Литві, Естонії, Україні, Фінляндії, США, Швеції, Угорщині та інших країнах.
Він створював сценографію для кількох постановок Мари Кімеле у Валмієрському драматичному театрі (1976, 1979). Як актор знімався у художньому фільмі режисера Айварса Фрейманіса «Хлопчина» та у фільмі Вьєстурса Кайріша «Темні олені».
Помер у 2013 році.

## Характеристика творчості
Керамічні композиції Петеріса Мартінсона виготовлені з глини, клінкеру, порцеляни або кам'яної маси. Його керамічні композиції-об'єкти в першій половині 1970-х років мали виразно конструктивний, технічно стабільний характер. Їхні форми базуються на геометричних фігурах: кубі, піраміді, кулі. У другій половині 1970-х, 1980-х і 1990-х роках твори Мартінсона мають переважно вільно сформовану пластичну форму. Його архітектурні роботи відзначено багатьма нагородами на міжнародних виставках кераміки — три золоті медалі та премії у Фаенці (Італія), нагороди в Гданську та Сопоті (Польща).

## Нагороди та відзнаки
- Заслужений діяч мистецтв Латвійської РСР (1988)[4];
- Орден Трьох зірок (2001)[4].